# James Chabot Park
James Chabot Park är en park i Kanada.   Den ligger i provinsen British Columbia, i den södra delen av landet, 3 000 km väster om huvudstaden Ottawa. James Chabot Park ligger 800 meter över havet. Den ligger vid sjön Windermere Lake.
Terrängen runt James Chabot Park är varierad. James Chabot Park ligger nere i en dal. Runt James Chabot Park är det mycket glesbefolkat, med 3 invånare per kvadratkilometer.. Närmaste större samhälle är Invermere, 1,0 km nordväst om James Chabot Park.
I omgivningarna runt James Chabot Park växer i huvudsak barrskog.